# 福尔米吉内
福尔米吉内（義大利語：Formigine），是意大利摩德纳省的一个市镇。总面积46.98平方公里，人口33440人，人口密度711.8人/平方公里（2009年）。ISTAT代码为036015。